# Cumbre Vieja
De Cumbre Vieja is een actieve vulkanengroep en natuurpark op het zuidelijk deel van het Canarische Eiland La Palma. De keten is 18 km lang en telt ongeveer 120 dicht bij elkaar gelegen vulkanen met als hoogste de Deseada, 1945 m.
De Cumbre Vieja sluit in het noorden aan op de oudere en lager gelegen Cumbre Nueva. In het zuiden loopt de bergketen langzaam af en eindigt in de uiterste zuidpunt van La Palma, bij Punta de Fuencaliente.
De meest opvallende toppen en kraters zijn, van noord naar zuid:
- Montaña Quemada (1362 m); laatste uitbarsting in 1492;
- Pico Birigoyo (1807 m);
- Volcán Tajuya (1804 m); laatste uitbarsting in 1585;
- Pico Nambroque (1751 m) met de Cráter del Hoyo Negro; laatste uitbarsting in 1949;
- Volcán de San Juan (1892 m); laatste uitbarsting in 1949;
- Montaña del Fraile (1908 m) met de Cráter del Duraznero; laatste uitbarsting in 1949;
- Volcán de la Deseada (1945 m);
- Volcán de San Martin (1597 m); laatste uitbarsting in 1646;
- Volcán de San Antonio (657 m); laatste uitbarsting in 1677-78;
- Volcán Teneguía (427 m); laatste uitbarsting in 1971;
- Volcán Tajogaite (1120 m); laatste uitbarsting 2021.

## Vulkanische activiteit
In tegenstelling tot wat de naam zou laten vermoeden is de Cumbre Vieja de jongste bergketen van het eiland, en de acht bekende uitbarstingen sinds 1430 (in 1470-92, 1585, 1646, 1677-78, 1712, 1949, 1971 en 2021) vonden in deze keten plaats.
Op de uitbarsting van de vulkaan Teneguía in 1971 volgde een aantal aardbevingen waarbij een deel van het eiland vier meter richting de zee schoof. Onderzoek heeft aangetoond dat bij een eruptie water tussen niet-doorlaatbare lagen verhit wordt, waardoor een zeer hoge druk ontstaat. Dit zal er op termijn toe leiden dat vroeg of laat een deel van de westkant van het eiland in de Atlantische Oceaan zal schuiven (zie Aardverschuiving). Het is echter goed mogelijk dat het nog honderden of zelfs duizenden jaren duurt voordat dit gebeurt, of dat het geleidelijk zal verlopen, zonder grote tsunami.

### Uitbarsting in 2021
Op 19 september 2021 volgde om 15.12 uur lokale tijd een nieuwe uitbarsting. Het ging om twee spleetuitbarstingen met in totaal acht openingen op de Montaña Rajada in de omgeving van de Cabeza de Vaca. Lava bereikte binnen enkele uren de eerste huizen van het dorp El Paraiso. Een dag later waren honderd huizen verwoest. Op 28 september 2021 bereikte de lavastroom de zee. Op 12 november 2021 telde de EU-organisatie Copernicus Emergency Management Service 2616 verwoeste gebouwen en 1019 hectare land dat bedekt was met lava. Acht weken na het begin van de vulkaanuitbarsting kwam de eerste persoon om het leven toen het dak van zijn huis instortte. Op 25 december dat jaar werd de uitbarsting door het Canarische vulkanologisch instituut officieel als beëindigd verklaard. Er waren toen 3000 gebouwen beschadigd en de lava bedekte 1200 hectare land. De schade wordt geraamd op zo'n 900 miljoen euro.